# Robert Büchler
Pour les articles homonymes, voir Büchler.
Robert Jehoschua Büchler (né le 1er janvier 1929 à Topoľčany en Tchécoslovaquie et décédé le 14 août 2009 à Lahavot Haviva dans la région de Sharon en Israël) était un historien slovaco-israélien, militant pour la paix et membre du Comité international de Buchenwald-Dora.

## Biographie
En 1944, Robert Büchler et sa famille ont été déportés au camp de concentration d'Auschwitz. Il a vu sa mère et sa sœur pour la dernière fois à son arrivée lors de la sélection. Le 23 janvier 1945, après une marche de la mort, il atteint le camp de concentration de Buchenwald, où il a été hébergé avec des centaines d'autres enfants et adolescents dans le bloc 66 du «petit camp». Peu de temps avant la libération du camp, il a été à nouveau évacué lors d'une autre marche de la mort, dont il a pu s'échapper près d'Eisenberg. Il est ensuite retourné dans sa région natale à l'ouest de la Slovaquie. De sa famille, seuls une tante et un oncle ont survécu à l' Holocauste.
En 1949, il a émigré en Israël et a fondé le kibboutz "Lahavot Haviva" avec une centaine d'autres survivants des camps de concentration. Une fois la phase de construction du kibboutz terminée, Büchler a étudié l'histoire en particulier l'histoire juive contemporaine et la civilisation juive à Tel Aviv et à Jérusalem. Il a ensuite travaillé principalement aux Archives Moreshet (www.moreshet.org) et s'est consacré à la recherche et à la documentation de la Shoah . Il a écrit de nombreux essais sur son expérience, écrit des mémoires sur l' histoire des juifs européens et a collaboré aux"Dachauer Hefte" (Cahiers de Dachau).
L'œuvre de sa vie est l'histoire du bloc d'enfants 66 du camp de concentration de Buchenwald. Dès le milieu des années 1980, il est entré en contact avec le mémorial de Buchenwald, qui avait accordé jusqu'alors peu d'attention à l'histoire du « petit camp» . Jusqu'à la fin de sa vie, il a fait cherché d'anciens codétenus dans le monde entier et a organisé plusieurs réunions de survivants en Israël.

## Distinctions
- Ordre du mérite de l'État libre de Thuringe, décerné le 8 avril 2009 pour un engagement exceptionnel au service du souvenir et de la réconciliation

« Avec sa droiture et son autorité morale, Robert Büchler était dans de nombreuses régions du monde un interlocuteur recherché, un conseiller et un excellent modèle. Son engagement de longue date et ses services extraordinaires à la mémoire et à la réconciliation ont valu à Büchler le respect de nombreuses personnes. L'appartenance au comité consultatif des détenus de la Fondation commémorative de Buchenwald et Mittelbau-Dora n'est qu'un des nombreux exemples de son engagement à préserver la mémoire dans l'esprit de réconciliation. »
Dagmar Schipanski, Présidente du Parlement de Thüringe, 18 août 2009.